# The Wonders of Nature
The Wonders of Nature er en bog på engelsk af Josiah Priest, som blev udgivet i 1826. Den blev udgivet i USA i både hardcover og paperback. Paperback udgaven er på 600 sider. Bogen indledes med at give Gud æren for at have skabt alt med hovedfokus lagt på den utrolige natur, som iflg. forfatteren er styret af Gud. Naturens undere gives som bevis på, at Gud lever og blander sig. Forfatteren fordømmer folk som nægter Guds eksistens. Bogen beskæftiger sig derefter med mærkværdigheder og undere i naturen, universet, maskiner, fænomener, beretninger osv. 

## Antagelsen om atJoseph Smith, Jr.plagierede bogen
Kritikere af mormonismen anser The Wonders of Nature for at være historisk set relateret til mormonismen. David Persuitte fandt en masse ligheder mellem Mormons Bog og The Wonders of Nature. The Wonders of Nature blev udgivet 5 år før Mormons Bog blev udgivet og Josiah Priest kendte Oliver Cowdery, som senere hjalp Joseph Smith, Jr. med at producere Mormons Bog. Kapitlet i The Wonders of Nature, som specielt anses at være plagieret af Mormons Bog er "Northern and Western Indians, Proofs that the Indians of North America were lineally descended from the ancient Hebrews."(Nordlige og vestlige indianere, beviser på at nordamerikanske indianere stammede fra antikkens hebræere). Side 377 indikerer, at nordamerikanske indianere blev anset for muligvis at stamme fra hebræerne mindst 50 før The Wonders of Nature blev skrevet. Dette at indianerne skulle nedstamme fra israelitterne, er netop en af hovedpåstandene i Mormons Bog. 